# Rikkyo University
Rikkyo University (jap. 立教大学 Rikkyō Daigaku) – japoński uniwersytet prywatny w tokijskiej dzielnicy Ikebukuro. Uczelnia jest znana także pod nazwą Saint Paul's University.
Uczelnia została założona w 1874 roku jako Rikkyo School, mała prywatna szkoła oferująca naukę języka angielskiego i studia biblistyczne w dzielnicy Tsukiji, przez biskupa Channinga Moore'a Williamsa (1829–1910), misjonarza wysłanego przez amerykański Episcopal Church. 
W tym czasie Japonia, po otwarciu się na Zachód i ogromnych zmianach ustrojowych (restauracja Meiji) szybko się rozwijała, poszukiwała wiedzy i technologii. Williams uważał, że edukacja powinna koncentrować się na chrześcijańskich wartościach akceptacji i wspieraniu poczucia wolności w każdym człowieku, aby każdy mógł zidentyfikować i być wiernym swoim przekonaniom. Dziś uczelnia podtrzymuje zasady przyjęte przez założyciela..

## Galeria

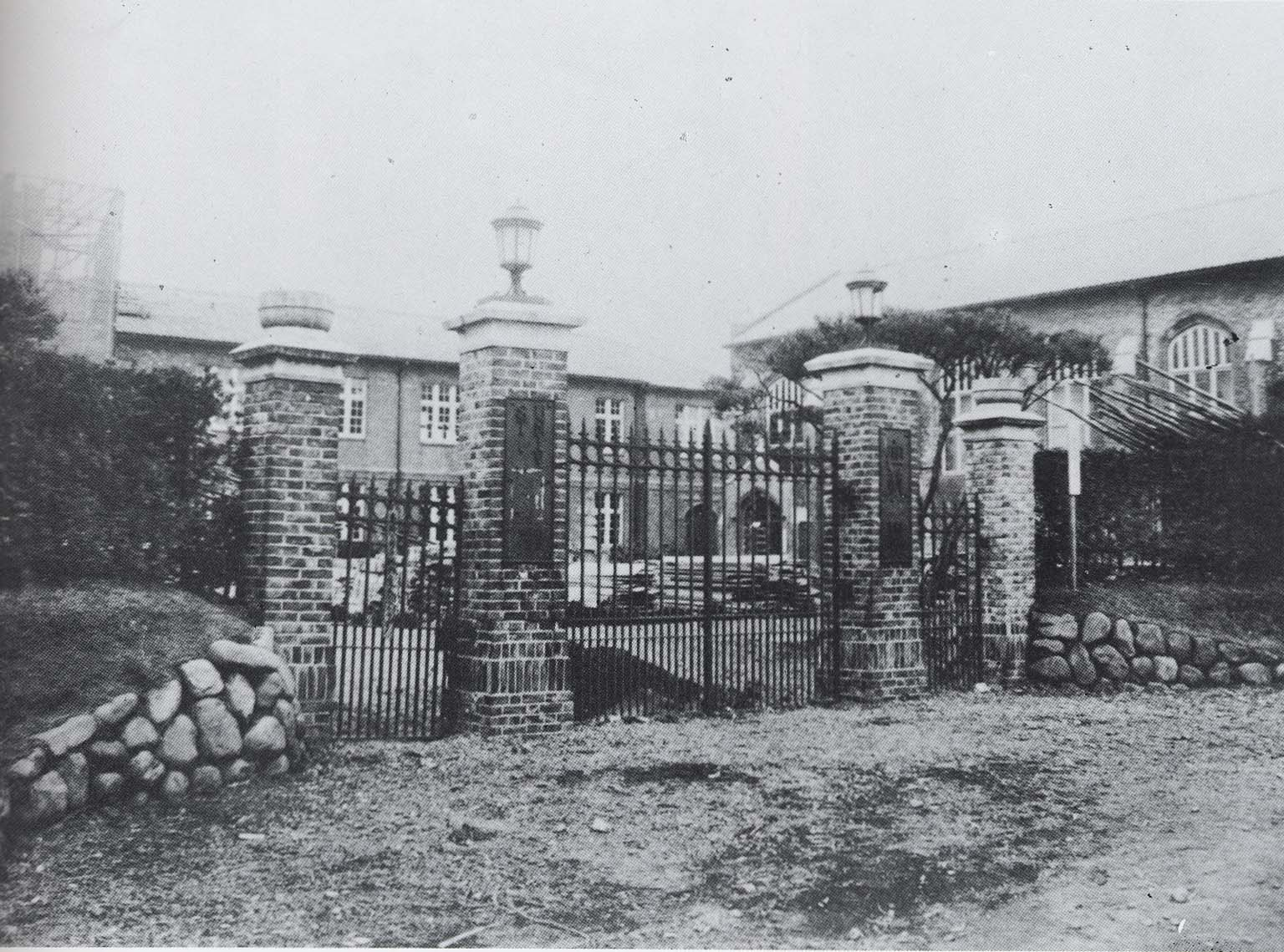
Rikkyo University w 1925 r.
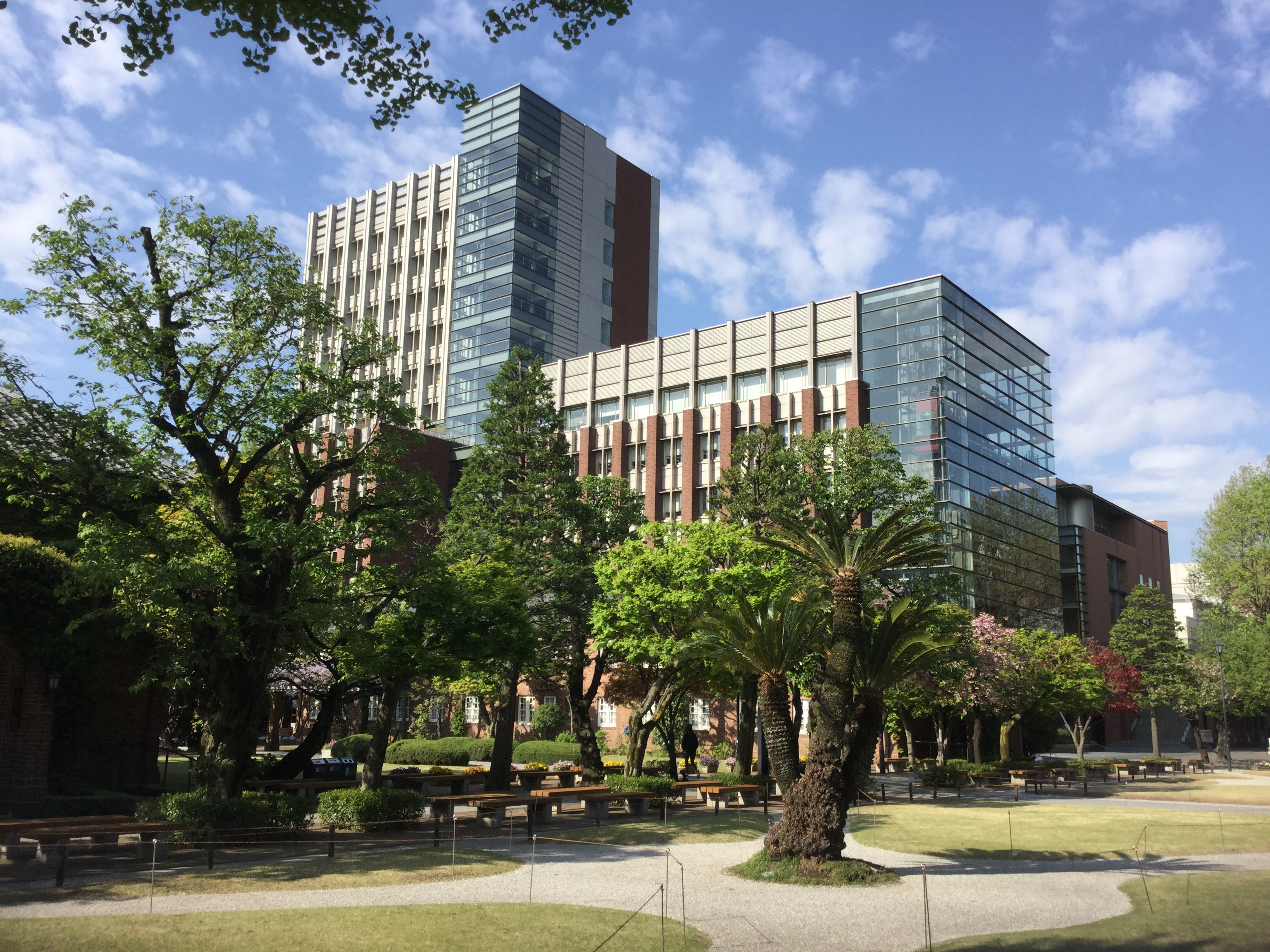
Budynki uczelni nr 11 i 15 w 2015 r.
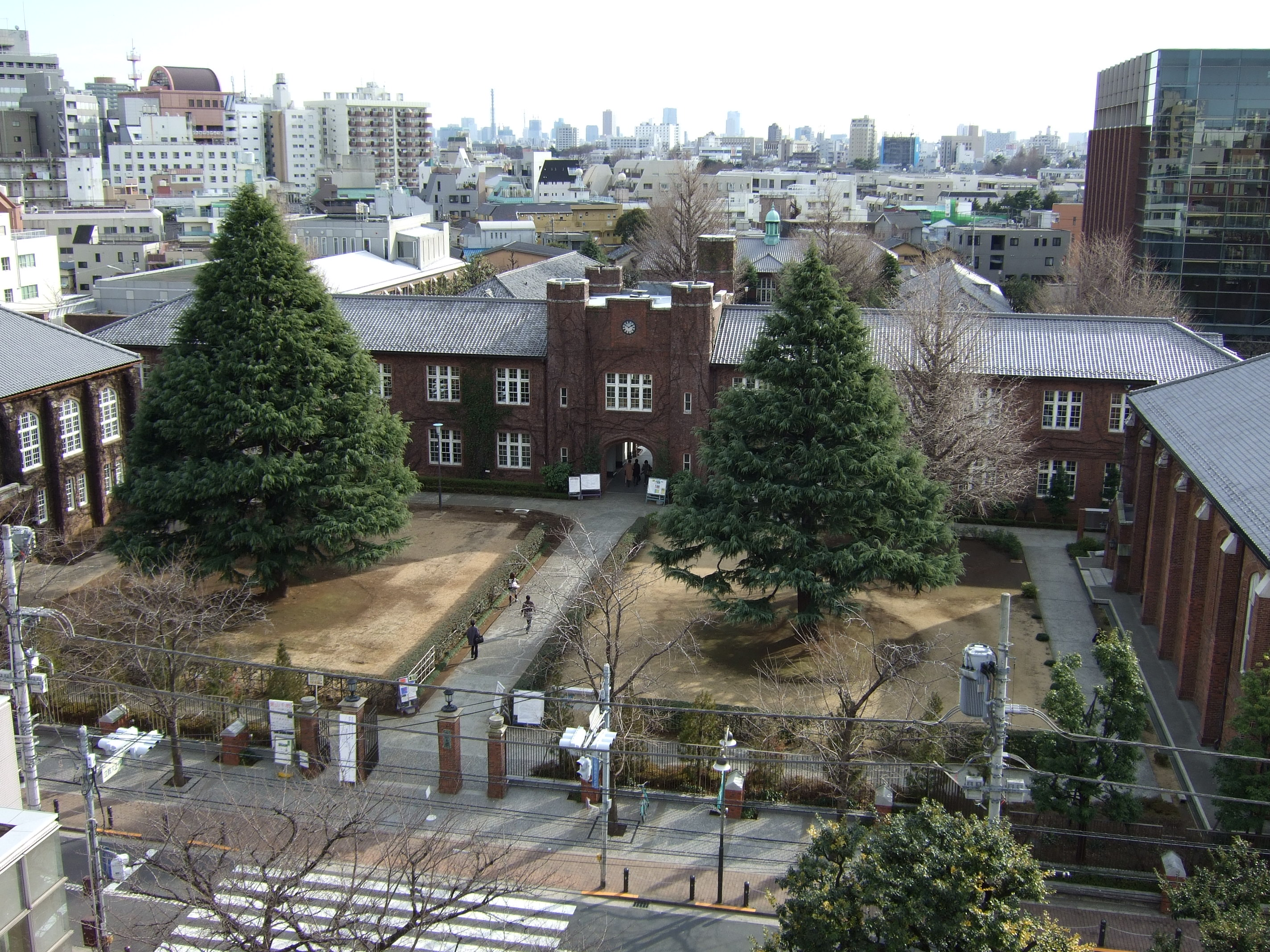
Morris Hall